# CONCACAF Gold Cup 2005
Der CONCACAF Gold Cup 2005 war die 18. Ausspielung der Kontinentalmeisterschaft im Fußball für Nord-, Mittelamerika und der Karibik und 8. unter der Bezeichnung "Gold Cup" und fand vom 6. bis 24. Juli in den USA statt.
Es nahmen zwölf Mannschaften teil, die zunächst in drei Vierergruppen gegeneinanderspielten und anschließend in Ausscheidungsrunden gegeneinander antraten, insgesamt fanden 25 Spiele statt. Neben drei karibischen, vier zentralamerikanischen und drei nordamerikanischen Vertretern nahmen mit Kolumbien und Südafrika auch zwei Gastmannschaften teil.
Die USA gewannen im Finale mit 3:1 nach Elfmeterschießen gegen Panama. Den dritten Platz teilten sich Honduras und Kolumbien.

## Qualifikation

### Karibik (CFU-Zone)

Teilnehmer des Gold Cups 2005

Die Mannschaften aus der Karibik (CFU-Zone) qualifizieren sich über die Fußball-Karibikmeisterschaft 2005. Das Turnier, an dem 2005 24 karibische Nationalmannschaften teilnahmen, heißt seitdem „Digicel Caribbean Cup“. Es findet im Frühjahr vor dem CONCACAF Gold Cup statt. Die beiden Finalteilnehmer und der Gewinner des Spiels um Platz 3 qualifizierten sich für den CONCACAF Gold Cup.
Bei der Karibikmeisterschaft 2005 wurde der Modus abgewandelt. Zunächst fand eine Gruppenphase mit sechs Gruppen à vier Mannschaften statt. Danach folgten zwei Runden im K.O.-System, die die drei Nationalmannschaften aus Jamaika, Kuba und Trinidad und Tobago überstanden. Nun wurde eine Finalrunde abgehalten, an der neben diesen dreien auch die Nationalmannschaft von Barbados teilnahm, weil dort die Finalrundenspiele stattfanden. Jamaika gewann alle drei Spiele mit einem Tor Vorsprung und wurde so Sieger der Karibikmeisterschaft 2005. Kuba verlor nur gegen den Turniersieger und wurde Zweiter. Trinidad und Tobago besiegte im letzten Spiel die Mannschaft aus Barbados mit 3:2, wodurch sie Dritter wurden. Barbados verlor alle Spiele und endete punktlos auf dem vierten Platz. Somit standen Jamaika, Kuba und Trinidad und Tobago als Teilnehmer für den CONCACAF Gold Cup 2005 fest.

### Zentralamerika (UNCAF-Zone)
Als Qualifikationsturnier für die zentralamerikanischen Staaten (UNCAF-Zone) fungierte der UNCAF Nations Cup, der vom 19. bis 27. Februar 2005 in Guatemala stattfand. Die sieben Nationalmannschaften spielten auf zwei Gruppen aufgeteilt, von denen Gruppe A vier und Gruppe B drei Mannschaften beinhaltete. Die beiden Gruppenersten sollten sich für die K.O.-Runde qualifizieren. Während sich in Gruppe A Honduras und Guatemala durchsetzten, kamen in Gruppe B Costa Rica und Panama ins Halbfinale. Da sich die Halbfinalgegner für den CONCACAF Gold Cup 2005 qualifizieren sollten, standen somit die Repräsentanten Zentralamerikas fest. Im Finale konnte Costa Rica die Mannschaft aus Honduras mit 7:6 im Elfmeterschießen schlagen.

### Nordamerika (NAFU-Zone)
Die beiden nordamerikanischen Staaten USA und Kanada und der Titelverteidiger aus Mexiko waren automatisch qualifiziert.

### Gastmannschaften
Zur nord- und zentralamerikanischen Fußballmeisterschaft werden immer wieder Mannschaften aus anderen Verbänden eingeladen. Dies sind zumeist Mitglieder des südamerikanischen Verbandes CONMEBOL, wie etwa Brasilien, das beim Turnier von 2003 erst im Finale von Mexiko bezwungen werden konnte.
Auf Einladung spielten 2005 das südamerikanische Team aus Kolumbien und das afrikanische Nationalteam von Südafrika mit. Südafrika, das Gastgeber der Fußball-Weltmeisterschaft 2010 sein wird, ist die erste afrikanische Nation, die beim CONCACAF Gold Cup teilnahm.

## Spielorte
Der CONCACAF Gold Cup 2005 fand in sieben Stadien in sechs verschiedenen Bundesstaaten statt.
Carson: Das Home Depot Center im kalifornischen Carson war mit 27.000 Plätzen das kleinste Stadion des Turniers. Das Stadium ist die Heimstätte der beiden MLS-Teams Los Angeles Galaxy und CD Chivas USA. Außerdem fand dort das Endspiel der Fußball-Weltmeisterschaft der Frauen 2003 zwischen Deutschland und Schweden statt. Im Laufe des Turniers war Carson Austragungsort zweier Vorrundenspiele der Gruppe C.
East Rutherford: Das Giants Stadium in New Jersey ist Heimstätte der NFL-Teams New York Giants und New York Jets, sowie des Fußballteams New York Red Bulls. Das 80.242 Zuschauer fassende Stadion war bei der Fußball-Weltmeisterschaft 1994 bereits Austragungsort. Beim Gold Cup 2005 fanden dort die beiden Halbfinals und das Finale statt.

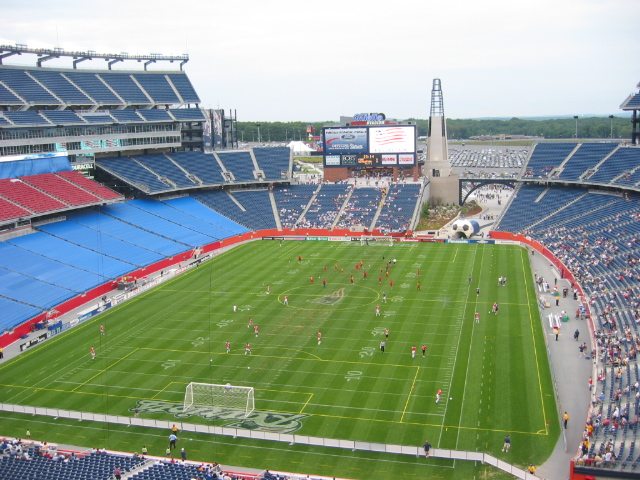
Das Gillette Stadium während eines Fußballspiels der US-amerikanischen Profiliga MLS.

Foxborough: Das Gillette Stadium in Foxborough ist die Heimstätte des American-Football-Teams New England Patriots und der Fußballmannschaft New England Revolution. Das Stadion fasst 68.756 Zuschauer und dort fanden zwei Gruppenspiele der Gruppe B und zwei Viertelfinalspiele statt.
Houston: Im Reliant Stadium in Houston finden für gewöhnlich die Spiele des NFL-Teams der Houston Texans statt. Anlässlich des Gold Cups 2005 wurden in der Spielstätte, in der 69.500 Menschen Platz finden, zwei Viertelfinalpartien und zwei Vorrundenspiele der Gruppe C ausgetragen.
Los Angeles: Das Los Angeles Memorial Coliseum war mit 90.000 Sitzplätzen das größte Stadion des Turniers. 1932 und 1984 war es Olympiastadion. Im Laufe des Turniers fanden dort zwei Gruppenspiele der Gruppe C statt.
Miami: Das Orange Bowl Stadium in Miami hat 74.177 Sitzplätze. Es ist vorrangig ein American-Football-Stadion, in dem bis 1987 die Miami Dolphins spielten und das heute Heimat des Footballteams der University of Miami ist. Anlässlich des Gold Cups fanden hier die sechs Vorrundenspiele der Gruppe A statt.
Seattle: Das in Seattle gelegene Qwest Field hat ein Fassungsvermögen von 72.000 Plätzen und ist die Heimstätte der Seattle Seahawks und dem Fußballteam der Seattle Sounders. Das Stadiondach ist so konstruiert, dass bei Regen nur die Ersatzbank der Gegnermannschaft nass wird. Während des Gold Cups wurden hier vier Vorrundenspiele der Gruppe B ausgetragen.

## Vorrunde

### Gruppe A
| Pl. | Land                | Sp. | S | U | N | Tore    | Diff. | Punkte |
| --- | ------------------- | --- | - | - | - | ------- | ----- | ------ |
| 1.  | Honduras            | 3   | 2 | 1 | 0 | 004:200 | +2    | 07     |
| 2.  | Panama              | 3   | 1 | 1 | 1 | 003:300 | ±0    | 04     |
| 3.  | Kolumbien           | 3   | 1 | 0 | 2 | 003:300 | ±0    | 03     |
| 4.  | Trinidad und Tobago | 3   | 0 | 2 | 1 | 003:500 | −2    | 02     |

|                        |   |           |           |
| 6. Juli 2005 in Miami  |   |           |           |
| Kolumbien              | – | Panama    | 0:1 (0:0) |
| Trinidad               | – | Honduras  | 1:1 (1:1) |
| 10. Juli 2005 in Miami |   |           |           |
| Panama                 | – | Trinidad  | 2:2 (1:1) |
| Honduras               | – | Kolumbien | 2:1 (0:1) |
| 12. Juli 2005 in Miami |   |           |           |
| Kolumbien              | – | Trinidad  | 2:0 (2:0) |
| Honduras               | – | Panama    | 1:0 (1:0) |

Die Spiele der Gruppe A, die allesamt in Miami in Florida stattfanden, waren betroffen von Hurrikan Dennis. Der Wirbelsturm hatte bereits in der Karibik für Verwüstungen gesorgt und bewegte sich auf die Küste der Vereinigten Staaten zu. Die Organisatoren gingen kein Risiko ein und verlegten die Spiele Honduras – Kolumbien und Panama – Trinidad und Tobago um einen Tag vom 9. auf den 10. Juli. Auch die beiden letzten Gruppenspiele wurden um einen Tag verlegt.
Gruppensieger in Gruppe A wurde die Nationalmannschaft aus Honduras mit 7 Punkten. Im ersten Spiel gegen Trinidad und Tobago spielten sie 1:1, wobei sich ihr Torhüter Víctor Coello nach einem starken Schuss in der 83. Minute verletzte und ausgewechselt werden musste. Er kam jedoch im zweiten Spiel gegen Kolumbien wieder zum Einsatz. Dieses Spiel wurde nach einer Führung Kolumbiens wegen zweier Tore von Wilmer Velásquez 2:1 gewonnen. Honduras war auch im dritten Spiel die bessere Mannschaft, das 1:0 gegen Panama gewonnen wurde.
Panama belegte mit 4 Punkten den zweiten Platz in der Gruppe. Panama überraschte im Auftaktspiel, in dem sie den Favoriten aus Kolumbien mit 1:0 durch ein Tor von Luis Tejada bezwangen. Die folgende Partie gegen Trinidad und Tobago war das torreichste Spiel dieser Gruppe. Nach einem offenen Schlagabtausch trennten sich die Mannschaften 2:2 unentschieden. Auch hier erzielte Luis Tejada die panamaischen Tore. Da Panama im letzten Spiel 0:1 gegen Honduras unterlag, war Tejada Panamas einziger Torschütze in der Vorrunde. Die Niederlage im letzten Spiel hätte deutlich höher ausfallen können, doch Panamas Torhüter Jaime Penedo vereitelte zahlreiche gute Chancen von Honduras.
Die Mannschaft aus Kolumbien enttäuschte während der Vorrunde. Zwar war sie ohne einige ihrer Stammkräfte angetreten, wusste aber dennoch nicht so zu überzeugen, wie es andere Mannschaften des Turniers mit einem ähnlichen Problem taten. Im ersten Spiel war sie klarer Favorit und dominierte die erste Halbzeit gegen Panama, konnte aber keinen Treffer erzielen. Gegen Honduras ging sie nach einem Elfmetertor durch Tressor Moreno 1:0 in Führung, hielt allerdings den Spielern aus Honduras, die danach das Tempo erhöhten und das Spiel an sich rissen, nicht stand. Im letzten Spiel besiegte sie Trinidad und Tobago mit 2:0 und konnte sich als einer von zwei besten Gruppendritten für das Viertelfinale qualifizieren.
Trinidad und Tobago schied nach der Gruppenphase aus, zeigte aber dennoch eine respektable Leistung. Die Mannschaft war ohne ihren Starspieler Dwight Yorke, der früher für Manchester United gespielt hatte, angetreten und ging im ersten Spiel gegen den späteren Gruppensieger Honduras sogar 1:0 in Führung. Gegen überraschend starke Panamaer erzielten sie in der Nachspielzeit den 2:2-Ausgleich durch Cornell Glen. Zuvor hatte schon Marvin Andrews getroffen, der in der schottischen Liga bei den Glasgow Rangers spielte. Nach der Niederlage gegen Kolumbien im dritten Spiel belegten sie mit 2 Punkten den letzten Platz der Tabelle.

### Gruppe B
| Pl. | Land       | Sp. | S | U | N | Tore    | Diff. | Punkte |
| --- | ---------- | --- | - | - | - | ------- | ----- | ------ |
| 1.  | USA        | 3   | 2 | 1 | 0 | 006:100 | +5    | 07     |
| 2.  | Costa Rica | 3   | 2 | 1 | 0 | 004:100 | +3    | 07     |
| 3.  | Kanada     | 3   | 1 | 0 | 2 | 002:400 | −2    | 03     |
| 4.  | Kuba       | 3   | 0 | 0 | 3 | 003:900 | −6    | 0      |

|                             |   |            |           |
| 7. Juli 2005 in Seattle     |   |            |           |
| Kanada                      | – | Costa Rica | 0:1 (0:1) |
| Kuba                        | – | USA        | 1:4 (1:1) |
| 9. Juli 2005 in Seattle     |   |            |           |
| Costa Rica                  | – | Kuba       | 3:1 (0:0) |
| USA                         | – | Kanada     | 2:0 (0:0) |
| 12. Juli 2005 in Foxborough |   |            |           |
| USA                         | – | Costa Rica | 0:0       |
| Kanada                      | – | Kuba       | 2:1 (2:0) |

Die Nationalmannschaft der USA wurde mit 7 Punkten erwartungsgemäß Gruppensieger in der Gruppe B. Zwar gerieten sie gegen schwache Kubaner im ersten Spiel in Rückstand, konnten das Spiel jedoch nach immenser Offensivarbeit und Tore durch Landon Donovan (2), DaMarcus Beasley und Clint Dempsey mit 4:1 gewinnen. Im zweiten Spiel gegen Kanada stellte Trainer Bruce Arena eine fast komplett andere Mannschaft auf den Platz. In der ersten Halbzeit spielten beide Teams gleich schlecht, in der zweiten Halbzeit jedoch dominierten die US-Amerikaner das Spiel und gewannen mit 2:0. Nach zwei Siegen standen die US Boys bereits als Teilnehmer am Viertelfinale fest und spielten im letzten Spiel gegen etwa gleich starke Costa Ricaner 0:0.
Costa Rica wurde punktgleich mit den Amerikanern Gruppenzweiter. Im ersten Spiel schlugen die Zentralamerikaner Kanada mit 1:0 nach einem Handelfmeter von Jafet Soto. Danach besiegten sie Kuba mit 3:1. In der 60. Minute waren sie durch ein Tor von Randall Brenes in Führung gegangen, doch Michael Galindo gelang in der 72. Minute nach einer Einzelaktion der Ausgleich. In der folgenden Drangphase der Costa Ricaner bekamen diese zwei Elfmeter zugesprochen. Den einen verwandelte Jafet Soto in der 79. Minute, den anderen Randall Brenes vier Minuten später, allerdings musste sein Strafstoß wiederholt werden, weil seine Mitspieler zu früh in den Strafraum gelaufen waren. Im letzten Spiel gegen die USA gab es ein Remis.
Kanada wurde Gruppendritter, konnte sich jedoch nicht für das Viertelfinale qualifizieren. Das erste Spiel verloren sie 0:1 gegen Costa Rica, nachdem Patrice Bernier im Strafraum den Ball mit der Hand gespielt hatte und Costa Rica einen Elfmeter zugesprochen bekam. Kapitän Kevin McKenna sah in diesem Spiel zudem die Rote Karte. Auch im zweiten Spiel, das die USA mit 2:0 gewann, blieben die Kanadier glücklos. Kanadas Verteidiger Josh Simpson sorgte zudem durch ein Eigentor für den Führungstreffer der US-Amerikaner. Nach zwei Niederlagen hatte Kanada noch eine kleine Chance sich als Gruppendritter zu qualifizieren, sofern sie hoch gegen Kuba gewannen. Der 2:1-Sieg reichte jedoch nicht aus, da man mit 2:4 Toren ein schlechteres Torverhältnis hatte, als die Kolumbianer aus Gruppe A, deren Torverhältnis ausgeglichen war.
Kuba war krasser Außenseiter, da das junge kubanische Team nur aus Spielern aus der heimischen Liga bestand und somit über kaum internationale Erfahrung verfügte. Bei der 1:4-Niederlage gegen die USA blieben die Kubaner glanzlos, wenngleich ihnen der Führungstreffer durch Lester Moré gelang. Auch gegen Costa Rica blieb man sieglos. Nach zwei Niederlagen hatten zwar auch die Kubaner noch die Chance auf eine Qualifikation, diese war jedoch aufgrund des Torverhältnisses von 2:7 äußerst gering. Mit der 1:2-Niederlage gegen Kanada wurde Kuba mit 0 Punkten schließlich Gruppenletzter und schied aus dem Turnier aus.

### Gruppe C
| Pl. | Land      | Sp. | S | U | N | Tore    | Diff. | Punkte |
| --- | --------- | --- | - | - | - | ------- | ----- | ------ |
| 1.  | Mexiko    | 3   | 2 | 0 | 1 | 006:200 | +4    | 06     |
| 2.  | Südafrika | 3   | 1 | 2 | 0 | 006:500 | +1    | 05     |
| 3.  | Jamaika   | 3   | 1 | 1 | 1 | 007:700 | ±0    | 04     |
| 4.  | Guatemala | 3   | 0 | 1 | 2 | 004:900 | −5    | 01     |

|                              |   |           |           |
| 8. Juli 2005 in Carson       |   |           |           |
| Südafrika                    | – | Mexiko    | 2:1 (2:0) |
| Guatemala                    | – | Jamaika   | 3:4 (2:3) |
| 10. Juli 2005 in Los Angeles |   |           |           |
| Mexiko                       | – | Guatemala | 4:0 (2:0) |
| Jamaika                      | – | Südafrika | 3:3 (2:2) |
| 13. Juli 2005 in Houston     |   |           |           |
| Guatemala                    | – | Südafrika | 1:1 (1:1) |
| Mexiko                       | – | Jamaika   | 1:0 (1:0) |

Mexiko hatte beim einen Monat vorher ausgetragenen FIFA-Konföderationen-Pokal eine gute Leistung erbracht und galt nach vier Gold-Cup-Siegen als großer Favorit in der Gruppe C. Gegen Südafrika dominierte man zwar, doch geriet durch zwei Kontertore in Rückstand. Der Anschlusstreffer gelang erst kurz vor Ende der Partie, so dass man das erste Spiel überraschend verlor. Im zweiten Spiel gegen Guatemala dominierte Mexiko erneut und konnte einen klaren 4:0-Sieg davontragen. Die letzte Partie gegen den bisherigen Gruppenersten Jamaika endete mit einem mexikanischen 1:0-Erfolg, nachdem Héctor Altamirano bereits in der 5. Minute das spielentscheidende Tor erzielt hatte. Mit zwei Siegen und einer Niederlage wurde Mexiko nach schlechtem Start doch noch Gruppenerster.
Die Gäste aus Südafrika traten mit einer jungen Mannschaft an, die sich gut schlug. Gegen Turnierfavoriten Mexiko spielten sie erfolgreich auf Konter, wodurch sie 2:1 gewannen. Auch im zweiten Spiel gegen Jamaika dominierte der Gegner und Südafrika beschränkte sich auf das Konterspiel. Die Mannschaften boten sich einen unterhaltsamen Schlagabtausch und trennten sich schließlich 3:3 unentschieden. Gegen die schwächste Mannschaft der Gruppe, Guatemala fielen kurz vor der Pause zwei Treffer, einer pro Mannschaft. Südafrika verwaltete das Unentschieden und zog mit 5 Punkten als Gruppenzweiter in die nächste Runde ein.
Jamaika präsentierte sich unerwartet offensiv. Das Spiel gegen Guatemala begann rasant. Nach 15 Minuten stand es bereits 2:1 für Jamaika, die allerdings nach einer roten Karte für Claude Davis nur noch zu zehnt spielten. Trotz der Unterzahl stürmten sie weiterhin das guatemaltekische Tor. Schließlich siegte Jamaika 4:3. Gegen Südafrika dominierten sie das Spiel, mussten jedoch dreimal einem Rückstand hinterherrennen. Das Spiel endete 3:3. Die spielstarken Mexikaner waren nicht zu bezwingen.
Die Mannschaft aus Guatemala galt von vornherein als schwächste Mannschaft. Im Spiel gegen Jamaika waren sie spielerisch unterlegen, erspielten sich allerdings in der letzten halben Stunde eine Feldüberlegenheit. Der Stürmer Carlos Ruiz erzielte alle drei Treffer bei der 3:4-Niederlage. Gegen Mexiko waren sie nicht mehr als ein Aufbaugegner. Von Beginn an chancenlos, verloren sie mit 0:4. Außerdem sah Kapitän Guillermo Raminez nach einer Diskussion mit dem Schiedsrichter die rote Karte. Vor dem letzten Spiel gegen Südafrika hatte Guatemala nur noch eine theoretische Chance zum Weiterkommen. Nachdem es zur Halbzeitpause 1:1 stand, erhöhte Guatemala in der zweiten Halbzeit das Tempo, konnte die südafrikanische Abwehr jedoch nicht überwinden. Südafrika verwaltete nur noch das zum Weiterkommen nötige Unentschieden. Guatemala schied als Gruppenletzter mit 1 Punkt und 4:9 Toren aus.

### Drittplatzierte
| Pl. | Land      | Sp. | S | U | N | Tore    | Diff. | Punkte |
| --- | --------- | --- | - | - | - | ------- | ----- | ------ |
| 1.  | Jamaika   | 3   | 1 | 1 | 1 | 007:700 | ±0    | 04     |
| 2.  | Kolumbien | 3   | 1 | 0 | 2 | 003:300 | ±0    | 03     |
| 3.  | Kanada    | 3   | 1 | 0 | 2 | 002:400 | −2    | 03     |

## Finalrunde

### Viertelfinale
|                             |   |            |                                 |
| 16. Juli 2005 in Foxborough |   |            |                                 |
| Honduras                    | – | Costa Rica | 3:2 (3:1)                       |
| 16. Juli 2005 in Foxborough |   |            |                                 |
| USA                         | – | Jamaika    | 3:1 (2:0)                       |
| 17. Juli 2005 in Houston    |   |            |                                 |
| Mexiko                      | – | Kolumbien  | 1:2 (0:0)                       |
| 17. Juli 2005 in Houston    |   |            |                                 |
| Südafrika                   | – | Panama     | 1:1 n. V. (1:1, 0:0), 3:5 i. E. |

### Halbfinale
|                                  |   |        |           |
| 21. Juli 2005 in East Rutherford |   |        |           |
| Honduras                         | – | USA    | 1:2 (1:1) |
| 21. Juli 2005 in East Rutherford |   |        |           |
| Kolumbien                        | – | Panama | 2:3 (0:2) |

### Finale
|                                  |   |        |                      |
| 24. Juli 2005 in East Rutherford |   |        |                      |
| USA                              | – | Panama | 0:0 n. V., 3:1 i. E. |

## Beste Torschützen
| Rang | Spieler          | Tore |
| ---- | ---------------- | ---- |
| 1    | DaMarcus Beasley | 3    |
|      | Landon Donovan   | 3    |
|      | Carlos Ruiz      | 3    |
|      | Luis Tejada      | 3    |
|      | Wilmer Velásquez | 3    |

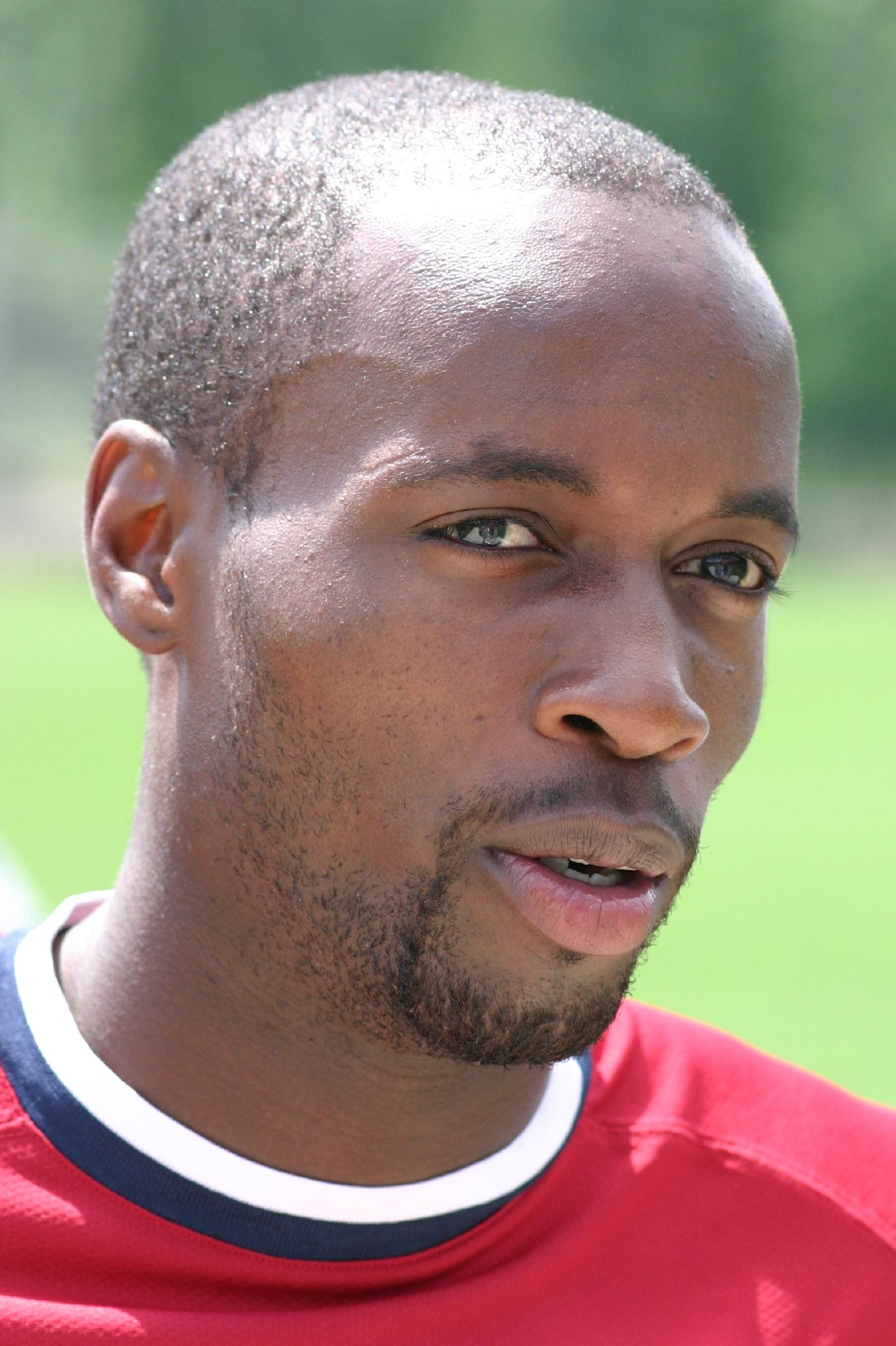
DaMarcus Beasley erzielte während des Gold Cups drei Tore für die Vereinigten Staaten.

Den „Golden Boot“, also die Auszeichnung für den erfolgreichsten Torschützen, erhielt der US-Amerikaner DaMarcus Beasley aufgrund seiner besseren Quote.

## Auszeichnungen
- Wertvollster Spieler

Luis Tejada wurde aufgrund seiner Angriffsstärke als bester Spieler des Turniers ausgezeichnet.
- Wertvollster Torhüter

Der Torwart Panamas, Jaime Penedo, der damals noch bei CD Árabe Unido in Panamas erster Liga spielte, wurde als bester Torhüter des Turniers geehrt.
- Fair-Play-Preis

Den Preis für die fairste Mannschaft erhielt das Team aus Honduras.
- All-Star-Team

| Torhüter     | Abwehr                                      | Mittelfeld                                                      | Stürmer                                     |
| ------------ | ------------------------------------------- | --------------------------------------------------------------- | ------------------------------------------- |
| Jaime Penedo | Felipe Baloy Samuel Caballero Oguchi Onyewu | DaMarcus Beasley Landon Donovan Jairo Patiño Luis Ernesto Pérez | Tressor Moreno Luis Tejada Wilmer Velásquez |
Für den erweiterten Kader des All-Star-Teams wurden noch der Torhüter Kasey Keller (USA), die Verteidiger Tyrone Marshall (Jamaika) und Michael Umaña (Costa Rica), die Mittelfeldspieler Phil Evans (Südafrika) und John O’Brien (USA), sowie die Angreifer Jorge Dely Valdés (Panama) und Jafet Soto (Costa Rica) nominiert.